# ドロシー・グリーンハウ＝スミス
ドロシー・グリーンハウ＝スミス（Dorothy Greenhough-Smith、1882年9月27日 - 1965年5月9日）は、イギリス出身の女性フィギュアスケート選手。1908年ロンドンオリンピック女子シングル銅メダリスト。

## 経歴
- 1906年世界フィギュアスケート選手権に出場し5位となる。このとき初めて女子シングルが実施されたが、女子シングルにエントリーしたのは5人だった。
- 1908年ロンドンオリンピックで銅メダルを獲得。
- 1912年世界フィギュアスケート選手権で2位。女子シングルの参加者は7人だった。

## 主な戦績
| 大会/年      | 1905-06 | 1906-07 | 1907-08 | 1908-09 | 1909-10 | 1910-11 | 1911-12 |
| ------------ | ------- | ------- | ------- | ------- | ------- | ------- | ------- |
| オリンピック |         |         |         | 3       |         |         |         |
| 世界選手権   | 5       |         |         |         |         |         | 2       |